# Чаглин
Чаглин (хорв. Čaglin) — община с центром в одноимённом посёлке в восточной части Хорватии, в Пожежско-Славонской жупании. Население общины 2723 человека (2011), население посёлка — 591 человек. В состав общины кроме административного центра входят ещё 30 деревень.
Большинство населения общины составляют хорваты — 93,2 %, сербы составляют 4,6 % населения.
Населённые пункты общины находятся на восточной оконечности Пожежской долины между холмистыми грядами Крндийя и Диль. В 10 км к северо-западу от Чаглина находится город Кутьево, в 15 км к западу город Пожега. Чаглин связан автомобильными дорогами с окрестными населёнными пунктами, железных дорог по территории общины не проходит.